# Jason O'Mara
Jason O'Mara  (Dublin, 6 augustus 1972) is een Ierse acteur.

## Levensloop
O'Mara is geboren en getogen in de wijk Sandycove in Zuid-Dublin. Hij komt uit een gezin met drie kinderen. Hij speelde graag rugby en had weinig interesse in acteren totdat hij moest stoppen vanwege een blessure. Op dat moment besloot hij mee te doen met een toneelstuk op school. O'Mara begon te werken in het theater en ging naar het Trinity College Dublin, waar ze afstudeerde met een graad in drama. Hij trad op met de Royal Shakespeare Company. In Londen en Dublin werkte hij aan The Maltese Jew en Popcorn. In 2002 werd hij genomineerd voor Beste Mannelijke Bijrol bij de Irish Theatre Awards voor zijn vertolking van John in Neil LaBute's Bash.
Hij verscheen in Harold Pinter's The Homecoming in Londen en Dublin, evenals in het Lincoln Center in New York. Hij heeft ook aan televisieseries gewerkt, waaronder The Agency, Band of Brothers en The Bill. Daarnaast portretteerde O'Mara Sam Tyler in de Amerikaanse versie van de Britse serie Life on Mars. Later werd hij gecast in de hoofdrol in de televisieserie Terra Nova uit 2011. O'Mara leende ook zijn stem van Batman / Bruce Wayne aan diverse animatiefilms.
Hij trouwde met de Amerikaanse actrice Paige Turco tijdens een rooms-katholieke ceremonie in Old Saybrook, Connecticut in september 2003. Ze hebben één kind. In 2009 werd O'Mara Amerikaans staatsburger. Het paar ging in mei 2017 uit elkaar en Paige vroeg in juni 2017 een scheiding aan. Ze zocht ook gezamenlijke voogdij over hun zoon David en partneralimentatie.